# Spigelia pusilla
Spigelia pusilla är en tvåhjärtbladig växtart som beskrevs av Carl Friedrich Philipp von Martius. Spigelia pusilla ingår i släktet Spigelia och familjen Loganiaceae. Inga underarter finns listade i Catalogue of Life.